# Liu Shenggang
Liu Shenggang (15 de noviembre de 1976) es un deportista chino que compitió en judo. Ganó una medalla en los Juegos Asiáticos de 2002, y cuatro medallas en el Campeonato Asiático de Judo en los años 1995 y 1996.

## Palmarés internacional
| Juegos Asiáticos    | Juegos Asiáticos             | Juegos Asiáticos  | Juegos Asiáticos |
| Año                 | Lugar                        | Medalla           | Categoría        |
| ------------------- | ---------------------------- | ----------------- | ---------------- |
| 2002                | Busan (Corea del Sur)        | Medalla de bronce | Abierta          |
| Campeonato Asiático |                              |                   |                  |
| Año                 | Lugar                        | Medalla           | Categoría        |
| 1995                | Nueva Delhi (India)          | Medalla de bronce | +95 kg           |
| 1995                | Nueva Delhi (India)          | Medalla de bronce | Abierta          |
| 1996                | Ciudad Ho Chi Minh (Vietnam) | Medalla de oro    | +95 kg           |
| 1996                | Ciudad Ho Chi Minh (Vietnam) | Medalla de plata  | Abierta          |